# Dysdera limnos
Dysdera limnos es una especie de arañas araneomorfas de la familia Dysderidae.

## Distribución geográfica
Es endémica de la isla de Lemnos (Grecia).